# Xanthodes congenita
Xanthodes congenita är en fjärilsart som beskrevs av George Francis Hampson 1912. Xanthodes congenita ingår i släktet Xanthodes och familjen trågspinnare. Inga underarter finns listade i Catalogue of Life.

## Bildgalleri

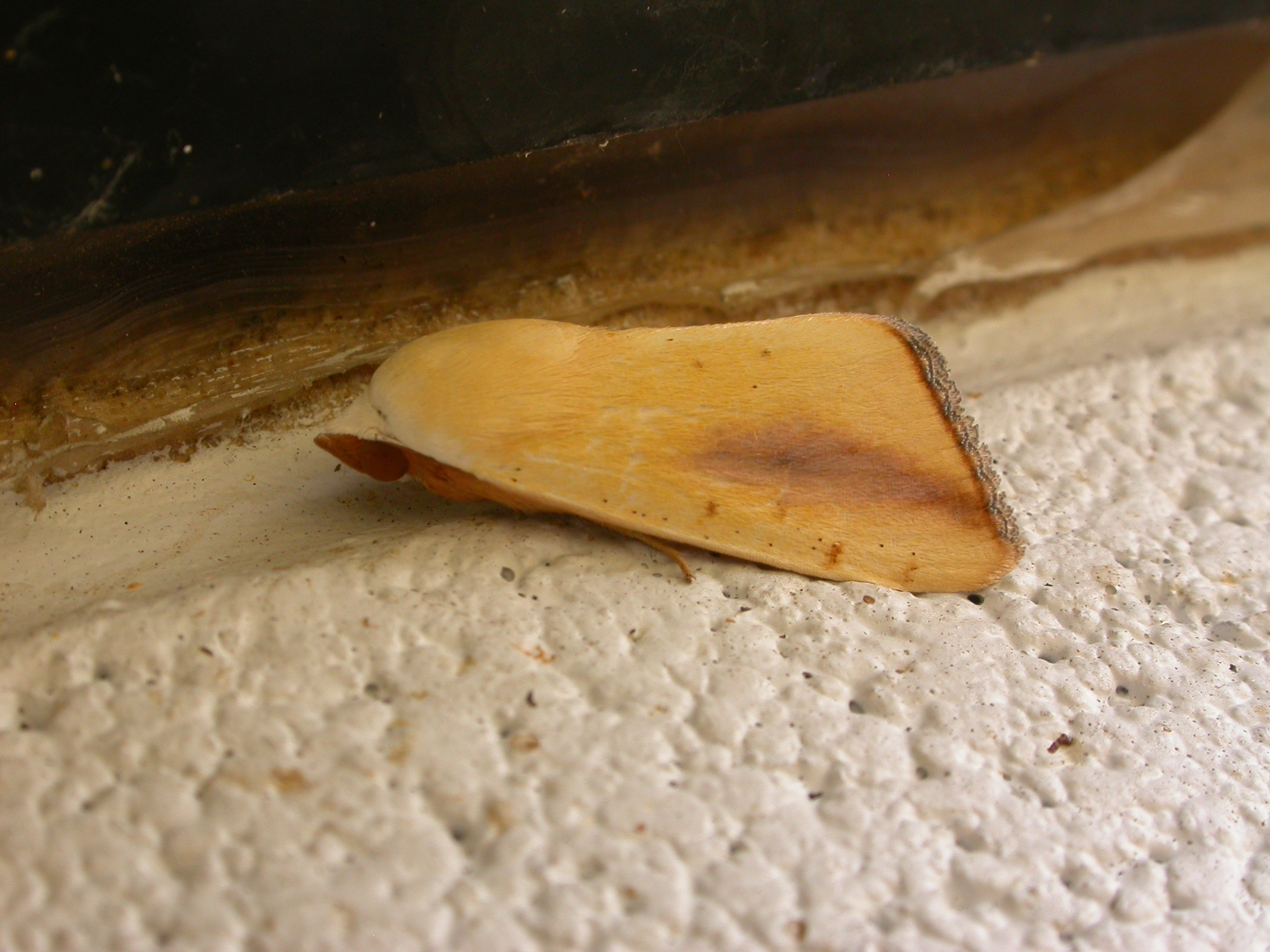
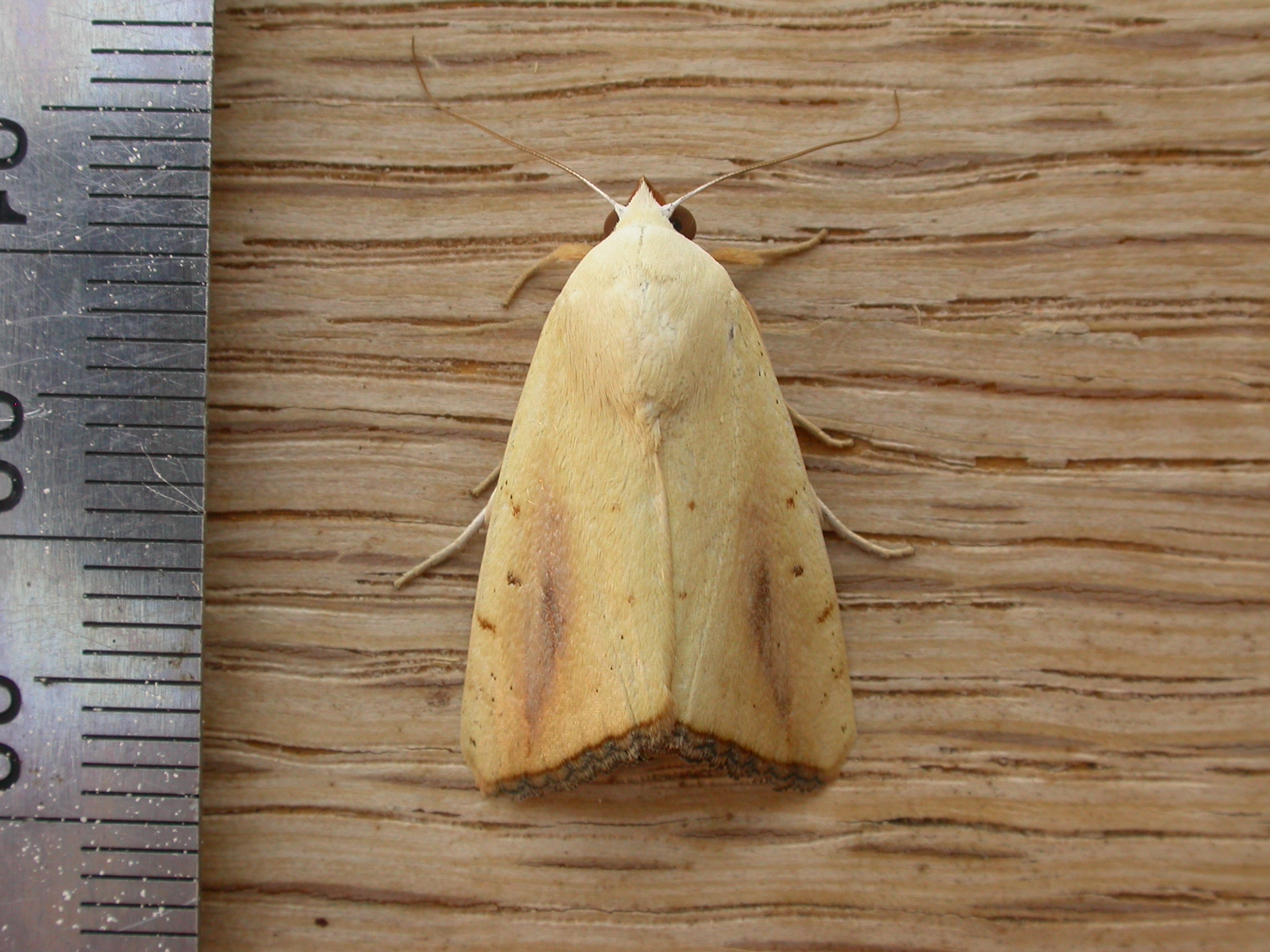
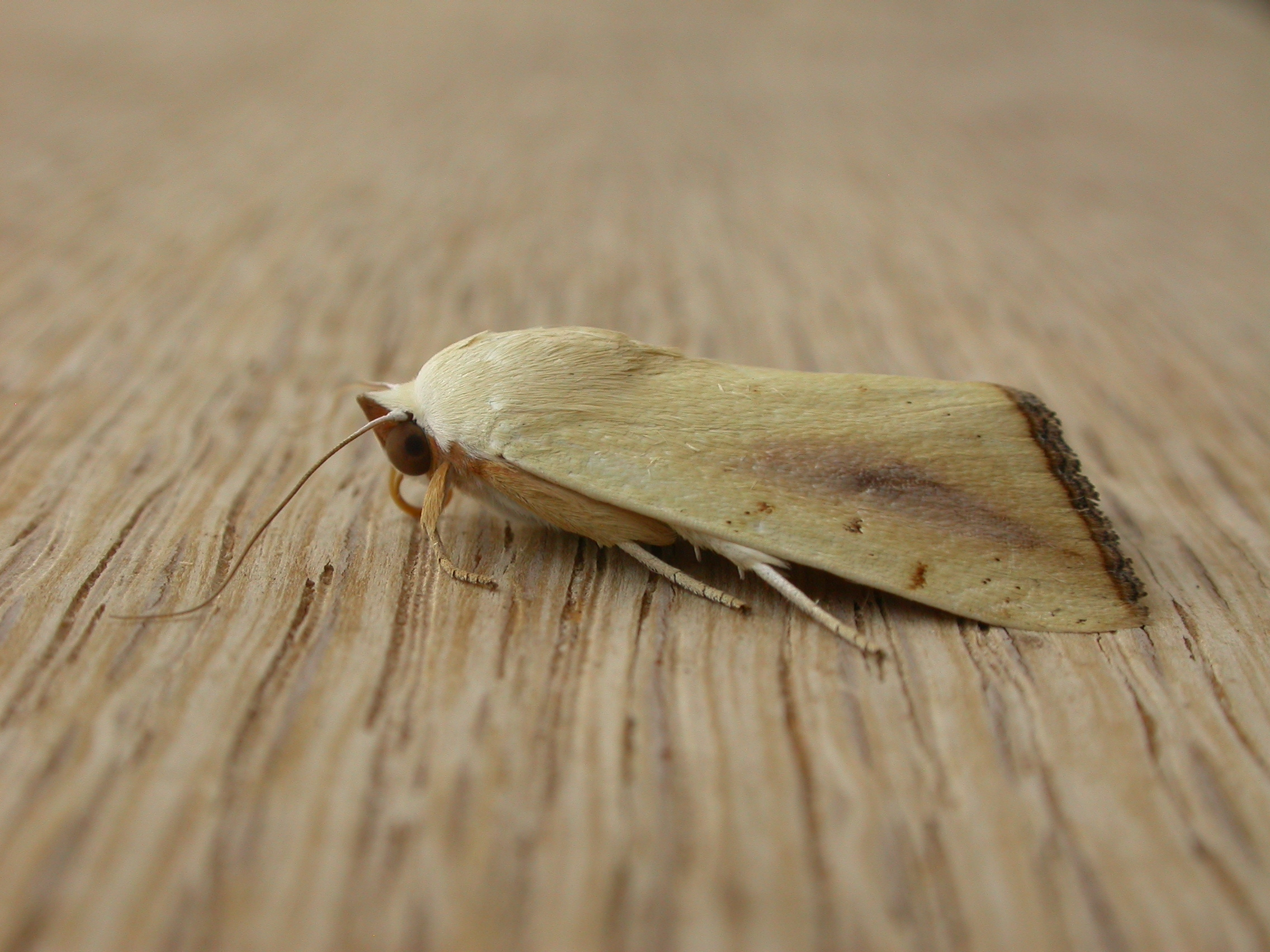
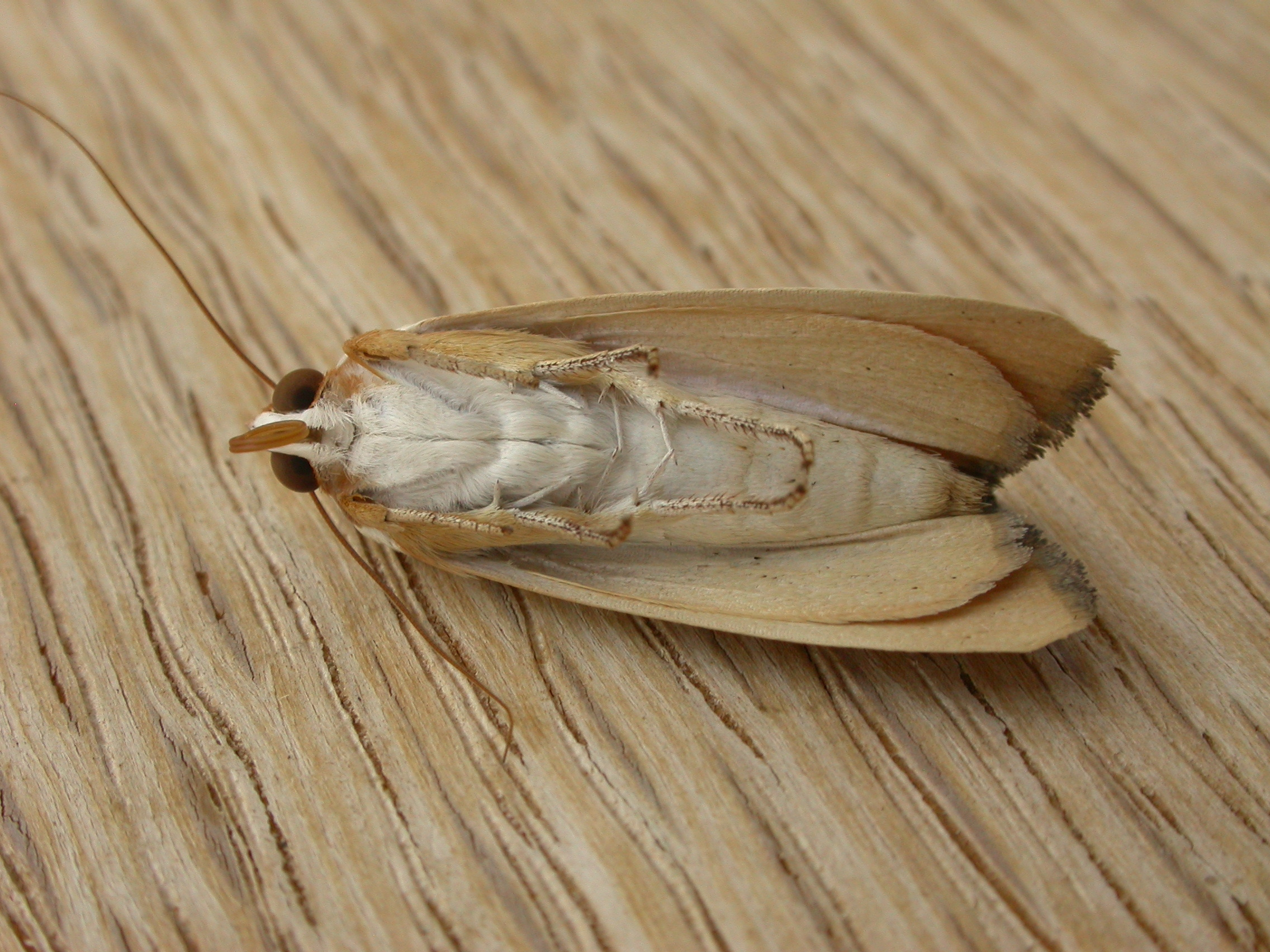